# The Independent King
『The Independent King』（ザ・インデペンデント・キング）は、日本のシンガーソングライター・AK-69が2013年1月9日にMS Entertainmentから発売したインディーズ7枚目のオリジナルアルバム。
本作はAK-69が武者修行としてアメリカのニューヨークへ渡って制作が行われた。初回限定盤にはニューヨークでの制作風景や撮り下ろし写真が掲載されたフォトブックが同梱された。

## 収録曲
1. Konayuki
作詞：AK-69
作曲：RIMAZI
プロデュース：AK-69、RIMAZI
2. THE INDEPENDENT KING
作詞：AK-69
作曲：SKY BEATZ、AK-69
プロデュース：AK-69、SKY BEATZ
今作の表題曲。
3. SWAG IN DA BAG
作詞：AK-69
作曲：RIMAZI、AK-69
プロデュース：AK-69、RIMAZI
インディーズ6thシングルの表題曲。
4. YELLOW GOLD
作詞：AK-69
作曲：DJ RYOW、AK-69
プロデュース：AK-69、DJ RYOW
コ・プロデュース：Growth
5. SWAG WALK
作詞：AK-69
作曲：KING DAVID、AK-69
プロデュース：AK-69、KING DAVID
インディーズ7thシングルの表題曲。
6. THE SHOW MUST GO ON
作詞：AK-69
作曲：NATO、AK-69
プロデュース：AK-69、NATO
インディーズ8thシングルの表題曲。
7. PAPARAZZI feat. ANARCHY,MACCHO
作詞：AK-69、ANARCHY、MACCHO
作曲：SKY BEATZ
プロデュース：AK-69、SKY BEATZ
8. NEW DAY
作詞：AK-69
作曲：DJ DOPEMAN、AK-69
プロデュース：AK-69、DJ DOPEMAN
コ・プロデュース：onodub
インディーズ7thシングルのカップリング曲。
9. メアリー 〜My Love Next Episode〜
作詞：AK-69
作曲：JIGG、AK-69
プロデュース：AK-69、JIGG
インディーズ8thシングルのカップリング曲。
10. ONE
作詞：Kalassy Nikoff a.k.a AK-69
作曲：JIGG、Kalassy Nikoff a.k.a AK-69
プロデュース：Kalassy Nikoff a.k.a AK-69、JIGG
インディーズ6thシングルのカップリング曲。
11. THAT'S HOW WE ROLL feat. "E"qual
作詞：AK-69、"E"qual
作曲：DJ PMX、AK-69
プロデュース：AK-69、DJ PMX
12. NEVER LET ME DOWN feat. AI
作詞：AK-69、AI
作曲：RIMAZI、AI
プロデュース：AK-69、RIMAZI
13. START IT AGAIN
作詞：AK-69
作曲：RIMAZI、AK-69
プロデュース：AK-69、RIMAZI
本作のリード曲。
2025年5月16日、YZERRが参加し本楽曲をリミックスした「START IT AGAIN (feat. YZERR) [Remix]」をリリースした。アメリカ・ニューヨークでの武者修行の一環でオリジナル版の楽曲のレコーディングを行っていたAK-69を当時中学生だったYZERRが偶然マンハッタンの南西部、ソーホーで見かけていたという逸話がある。このリミックスの依頼をYZERRに断られたら誰にも依頼するつもりなかったとAK-69は述べている。リミックス版のミュージック・ビデオも存在し、ニューヨークで撮影された[2][3]。

## 参加ミュージシャン
- AK-69：MC (全曲)

Additional Musician
- DJ PMX：Keyboards & Drum Programming (#11)